# Charles Spencer-Churchill
Charles Spencer-Churchill (3 décembre 1794 - 28 avril 1840) est un officier et un homme politique britannique. Il est le deuxième fils de George Spencer-Churchill (5e duc de Marlborough) et de Susan Stewart, fille de John Stewart (7e comte de Galloway).

## Biographie
Il entre dans l'armée britannique en 1811 et sert en Espagne et en France. Il passe du 85e régiment d'infanterie au 75e régiment d'infanterie en tant que capitaine en 1824. Il achète une charge de lieutenant-colonel en 1827 et vend sa commission en 1832. De 1818 à 1820, il représente St. Albans à la Chambre des communes.
Il épouse Ethelred Catherine Benett le 24 août 1827 et a trois enfants :
- Susan Spencer-Churchill (décédée le 2 février 1898), épouse le révérend John Horatio Nelson, fils de Thomas Nelson (2e comte Nelson)
- Charles Henry Spencer-Churchill (27 mai 1828 - 3 avril 1877), marié en 1862 à Rosalie Lowther, fille du révérend Gorges Paulin Lowther
- John Kemys Spencer-Churchill (27 décembre 1835 - 9 août 1913), marié à Edith Maxwell Lockhart, tante du romancier Jean Rhys[3]
- deux autres filles

Il est réélu au Parlement en 1830 en tant que député de l'arrondissement familial de Woodstock, jusqu'en 1832 lorsque la représentation de cet arrondissement est réduite par le Reform Act 1832. Il remplace son frère aîné, George Spencer-Churchill (6e duc de Marlborough), en 1835, mais ayant rejoint les Whigs, il est battu à l'élection de 1837. Lord Charles est auparavant conservateur et, contrairement à son frère, ne soutient pas le Parti réformiste.